# Lâm Quang Thự
Lâm Quang Thự (sinh năm 1905, mất 1990) là một nhà Quảng Nam học, nhân sĩ trí thức, đại biểu quốc hội quê ở huyện Hòa Vang, thành phố Đà Nẵng.
Thân phụ ông là tú tài Lâm Quang Tự, người sáng lập Trường Ấu học Cẩm Toại (về sau là trường Tiểu học An Phước), một trong những ngôi trường Duy Tân đầu tiên của Quảng Nam. Ông là cháu ngoại của tú tài Trương Trọng Hữu (1860-1947) và hậu duệ của tiến sĩ Phạm Phú Thứ.
Lâm Quang Thự tham gia cách mạng từ cuối thập niên 1920, là chủ tịch huyện Hòa Vang đầu tiên sau Cách mạng Tháng Tám năm 1945 và từng là đại biểu Quốc hội Việt Nam khóa I, khóa đầu tiên được bầu cử ngày 6 tháng 1 năm 1946, và lưu nhiệm các khóa II và III (1960 - 1971).
Trong 25 năm (1946 – 1971) tham gia các cấp chính quyền và hoạt động Quốc hội, ông đã có nhiều đóng góp nhằm xây dựng chính quyền nhân dân và thực thi quyền làm chủ của người dân.
Sau khi về hưu (năm 1970), ông viết các sách địa chí Quảng Nam: "Quảng Nam – Địa lý - Lịch sử - Nhân vật" và "Đất Quảng trong thơ ca", đồng thời là đồng tác giả cuốn "Danh nhân đất Quảng".
Ông mất năm 1990 tại Hà Nội.
Để tưởng nhớ ông, tên ông được đặt cho một con đường ở thành phố Đà Nẵng và một trường tiểu học tại Hòa Vang. Ngày 24 tháng 12 năm 2005, Ủy ban Nhân dân huyện Hòa Vang cùng Hội Sử học Đà Nẵng tổ chức lễ kỷ niệm 100 năm ngày sinh của ông, và xuất bản cuốn sách "Lâm Quang Thự, người con đất Quảng".

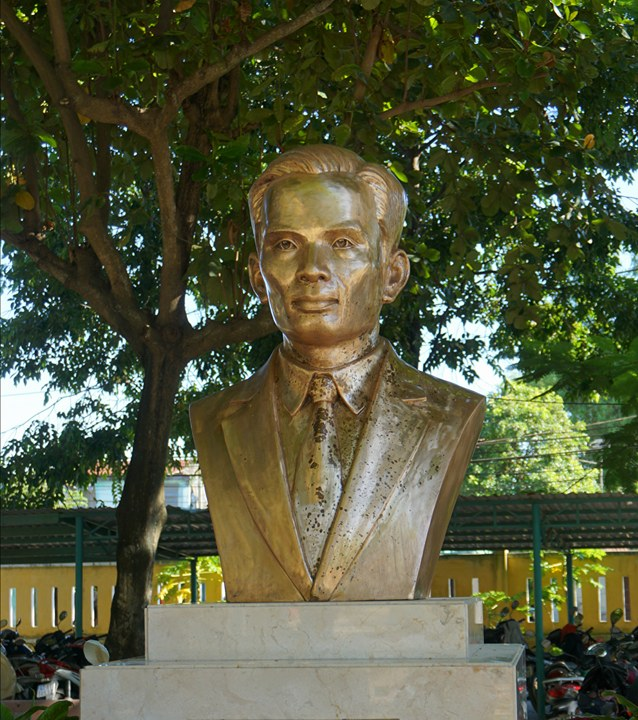
Tượng Lâm Quang Thự trong sân trường tiểu học mang tên ông tại huyện Hòa Vang, thành phố Đà Nẵng